# كهف رودافشان الأثري
كهف رودافشان هو من الكهوف الأثرية في جمهورية إيران والذي يمتلك ثالث أكبر مدخل طبيعي بين الكهوف الإيرانية ويقع هذا الكهف في سفوح بأطراف قرية رودافشان من توابع قضاء دماوند في جبال ألبرز المركزية في العاصمة الإيرانية طهران، وبالإمكان المشي داخله بمسافة 800 متر، وتشير الآثار إلى أنه قد سُكِنَ قديماً، ويحوي الكهف دهليزاً يسمى معبد آناهيتا.
- يُذكر ان إيران تمتاز بالتنوع المناخي والطبيعة الأخاذة وسلسلة من الجبال التي تحوي كهوف فريدة وجميلة من نوعها.[7] فهي تتميز بالكثير من الكهوف الخلابة، التي بمجرد دخولها تشعر وكأنك دخلت عالماً خيالياً، فأشكالها وأحجامها تختلف من كهف لآخر، وتُعَد هذه الكهوف مزارات سياحية أيضاً، حيث يدخلها السياح من داخل جمهورية إيران وخارجها.[8]

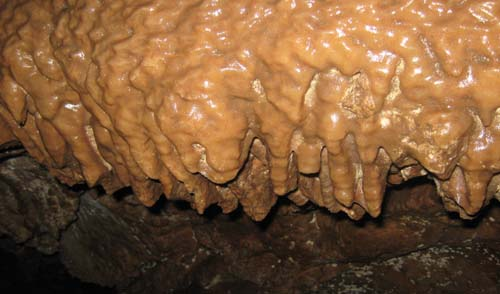
كهف رودافشان والقناديل الكلسية المعلقة في سقفه

## اكتشاف الكهف
منذ حوالي 35000 سنة، ونتیجة أنشطة دماوند البركانیة، تصدَّع مدخل الكهف الذي كان مخَّبأً وراء صخرة كبیرة وضخمة شیئاً فشیئاً حتى ظهرت فوهة الكهف على شكل قوس كبير بطول 40 متر وارتفاع 12 متر. في الجهة الیمنى من جانب من الكهف، هناك جدار قوي، وعلى الیسار، هناك انقسام عمیق آخر. ووفقاً لرأي علماء الآثار فإن الهیكل العظمي الذي أُكتُشِفَ هنا ینتمي إلى فترة اتشایمینان أو الفترة الساسانیة.

## موقعه الجغرافي
يقع كهف رودافشان في شرق العاصمة طهران، على الطریق بین طهران وفیروزكوه، مروراً بدماوند، ووصولاً إلى التشعب الذي یدعى سید آباد. من هنا طریق واحد یذهب إلى فیروزكوه وآخر بعد 6 كيلومترات يصل إلى قریة كالك. بعد اجتیاز هذه الطرق الریفیة، والسفر 11 كیلومتراً من كالك، هناك علامة تبیّن الإتجاه نحو قریة رودافشان. هذا الطریق الممتلئ بالحصى بین قاع النهر والجبل. أخیراً وعلى بعد 26 كيلومتر من الذهاب يأتي المقطع العرضي إلى سید آباد، ومن ثم تصل إلى القریة. كما ويقع كهف رودافشان على بعد 50 كيلومتر من جنوب شرق بلدة دماوند، بالقرب من قریة رودافشان في منطقة جبلیة. ان المسافة بین قریة رود افشان والكهف حوالی 1000 متر. ولتسلق الجبال فمن المهم أن تكون معك الملابس المناسبة والمعدات الخاصة. بادئ ذي بدء، یجب أن تذهب عبر الجسر، ثم تصعد في طریق أعوج.

## خصائص الكهف
يقف الكهف على ارتفاع 1945 متر فوق مستوى سطح البحر وعلى قمة الجبال الشمالية الشرقية للقرية. إن السقف الذي يبلغ ارتفاعه 20 متراً وطوله 29 متراً والصواعد والصخور والركائز الطبيعية في الممرات هي بعض السمات الرئيسية للكهف. ان مدخل الكهف هو بعرض 40 متر وبارتفاع 12 متر، ومن هذا المنظور، فإن لدی الكهف ثالث أكبر مدخل طبیعي وهو جذاب للغایة لمعظم السیاح ومحبي الكهوف. بعد اجتیاز هذا المدخل الكبیر مع سطح منحدر والطریق الحجري والصخري، تصل إلى المدخل الثاني، وهو أصغر من الأول.

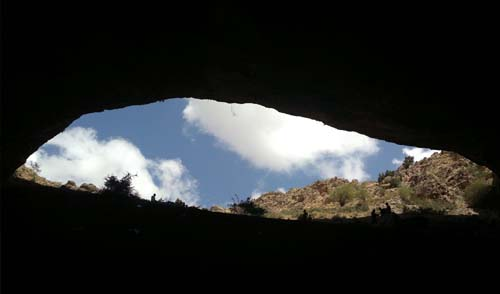
فوهة كهف رودافشان

## قاعات الكهف الطبيعية
تتالف قاعات الكهف من مواد كلسية والتي تكون مدلاة من السقف على شكل قناديل جميلة، يوجد في هذا الكهف حفر مملوءة بالماء الزلال الصافي. اما قاعات كهف رودافشان الطبيعية فهي:
- القاعة الأولى:

تُعتبَر فوهة الكهف بعد كهف أيوب وكهف اسبهبد خورشيد الثالثة من حيث الكبر في إيران، وبعد العبور من الفوهة هناك قاعة كبيرة ومستحكمة ومكونة من صخور صلبة لا توجد فيها أية آثار تَكَّسر، ان هذه القاعة كبيرة بحيث مساحتها تساوي مساحة مسرح كبير.
- القاعة الثانية:

بعد القاعة الأولى توجد القاعة الثانية، وهناك ممر من الصخور يصل القاعتين بطول 8 متر وعرض 1.5 متر والذي يشكل المدخل للقاعة الثانية، ان ابعاد القاعة هو 50 * 30 وبارتفاع 20 متر.
- القاعة الثالثة:

ان أبعاد هذه القاعة هي 40*50 وارتفاع 15 متر، يوجد في القاعة الكثير من القانديل الكلسية وبأشكال مختلفة منها على شكل وردة اللهانة، ويوجد على جميع السقف قناديل بشكل عنقود العنب. كما يوجد في نهاية القاعة الثالثة ممر بعرض 2 متر وارتفاع 6 متر وبعد مسافة 50 متر توجد استالاكميت كبيرة.

## معرض الصور

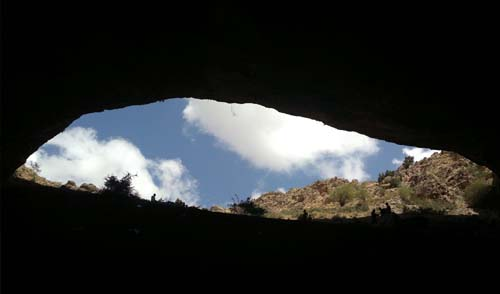
فوهة كهف رودافشان

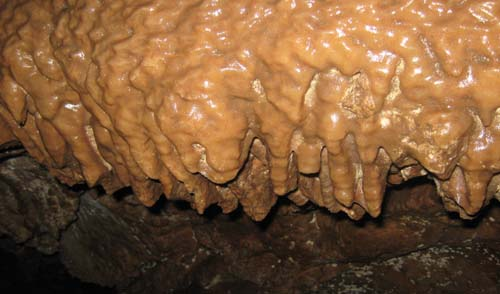
كهف رودافشان والقناديل الكلسية المعلقة في سقفه

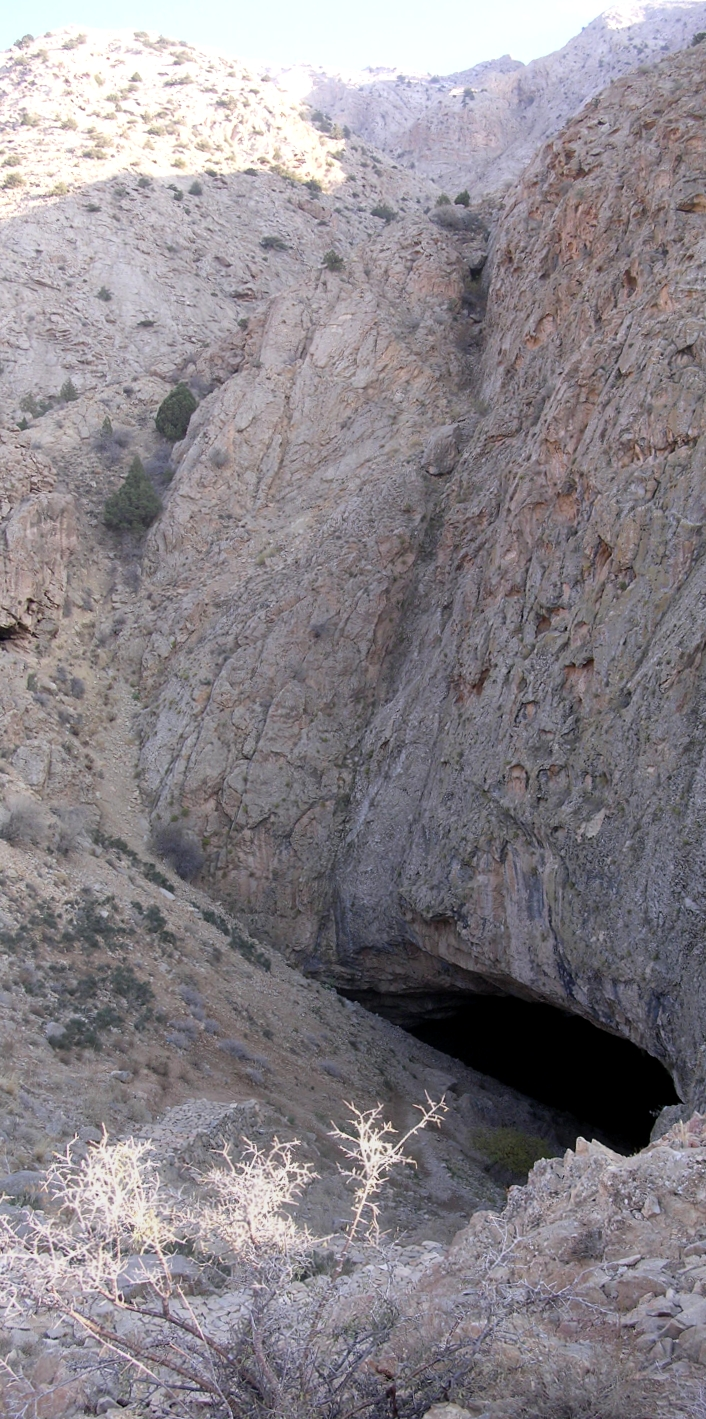
مدخل الكهف الأثري